# ركبة فحجاء
رُكْبةٌ فَحجاء أو رَوَحُ الرُّكبتين (بالإنجليزية: Genu varum)‏ والتي تُسمَّى أيضًا الساق المقوسة، هي تشوه يتميز بتقوس الركبة إلى الخارج، مما يعني أن الجزء السفلي من الساق يكون داخليًا (إنسياً) بالنسبة لمحور الفخذ. وعادة ما يكون هناك تزوية إنسية في العظام السفلية (عظم الفخذ والساق).
ومن المُسلَّم به على نطاق واسع أنه حتى عمر سنتين، قد تكون الركبة الفحجاء فسيولوجية في الأطراف السفلية. ومن السمات المميزة لهذه الحالة: الانحناء المتناظر وغير المؤلم، والميل إلى التعثر. تُحلّ المشكلة تلقائيًا دون علاج مع النمو الطبيعي. كل ما هو مطلوب تعليم الوالدين والمتابعة الدورية للتحقق من الشفاء. خلال هذه الفترة يمكن لعكس الأحذية أن يقلل من وتيرة التعثر. لذا يجب التمييز بين التقوس الفسيولوجي والحالة المرضية التي تستدعي العلاج.

## الأسباب
قد تدوم حالة انحناء الركبتين إذا كان الطفل مريضًا إما بالكساح أو أي مرض آخر يمنع التعظُّم، أو يعاني من سوء التغذية، والسبب الرئيسي لهذا التشوه هو الكساح. يمكن أن تؤثر مشاكل الهيكل العظمي (مثل داء بلاونت وخلل تنسج الهيكل العظمي) والعدوى والذرب البطني والاضطرابات الهضمية الأخرى والأورام أيضًا على نمو الساق، مما يؤدي في بعض الأحيان إلى التقوس من جانب واحد. الأسباب الأخرى هي الإصابات المهنية وخاصة الفروسية، ومن الممكن أن تنتج الحالة بعد الحوادث التي تصيب لقمتي عظم الفخذ.

### الطفولة
الأطفال حتى سن 3 إلى 4 سنوات لديهم درجة من حالة الركبة الفحجاء. يجلس الطفل مع باطن القدمين مواجهين بعضها البعض، والساق والفخذ متجهتان للخارج. وإذا تم بسط الأطراف على الرغم من أن الكاحلين متلاصقان، تكون هناك مساحة واضحة بين مفاصل الركبة. خلال السنة الأولى من الحياة، يحدث تغيير تدريجي إذ تقترب مفاصل الركبة من بعضها البعض، وينحدر عظم الفخذ للأسفل وإلى الداخل نحو مفاصل الركبة وتصبح الساق أكثر استقامة.
وتحدث هذه التغيرات بينما العظام التي تتكون أوّليًا من الغضاريف تصبح تدريجيًا متعظِّمة. وبمرور الوقت يبدأ الطفل في المشي، يتم إعداد الأطراف السفلية من خلال اتجاهها وصلابة العظام لدعم وزن الجسم.

### مرض بلاونت
داء بلاونت هو تشوه في الساقين من الركبتين إلى الكاحلين، بسبب اضطراب نمو الجزء القريب والإنسي من الساق. يمكن أن يحدث في أي وقت من مرحلة الطفولة إلى مرحلة المراهقة، وتنحني العظام المتضررة إلى الداخل أو الخارج. هناك نوعان من داء بلاونت؛ النوع الأول: يصيب الأطفال دون سن الرابعة. ويكون خطرًا لأنه في بعض الأحيان لا يُكتَشَف ويتطور ليصبح النوع الثاني من مرض بلونت. النوع الثاني من مرض بلاونت هو في الغالب في الأطفال الأكبر سنًا وفي المراهقين، أحياناً في ساقٍ واحدة وأحياناً في كليهما، ويحدد عمر المريض مدى شدة الحالة.

## التشخيص
يجب أن يقف الطفل على قدميه معًا وبوزن متساوٍ على كلا الساقين، يكون من السهل قياس المسافة بين اللقمتين. ومع مراقبة مشية الطفل يجب ملاحظة زاوية تقُّدم القدم. في وضعية الانكباب، يُقاس دوران الورك إلى الداخل وإلى الخارج (التواء الفخذ) ومحور الفخذ والقدم (التواء الظنبوب).
بالإضافة إلى ذلك، فحص العمود الفقري بأكمله وتسجيل طول الطفل، وفحص تقوس الكاحل.

### الدراسات المختبرية
إذا كانت مشاكل العظام الأيضية هي مصدر القلق، يجب عمل دراسات الدم والبول واستشارة طبيب الغدد الصماء. وفي عدد قليل من المرضى، يمكن عمل دراسات كثافة العظام.

### التصوير بالأشعة
التصوير الشعاعي العادي هو الإجراء التشخيصي الوحيد المطلوب في معظم الحالات. والمعيار الذهبي للتصوير الشعاعي هو عرض كامل الطول للأطراف السفلية، والذي يتم التقاطه مع مواجهة الرضفة للأمام. بالإضافة إلى تشوهات الركبة، قد يكون هناك فحج لعظم الفخذ الداني أو الساق البعيدة أو الشظية.
وأدق طريقة هي قياس الزاوية المشتركة بين الساق والمفصل في كل مستوى. وتشمل هذه الزاوية الفخذية البعيدة الجانبية وهي عادة 84 درجة، وزاوية الظنبوب الطبية القريبة وهي عادة 87 درجة.
وبالإضافة إلى ذلك، يمكن قياس زاوية تقارب المفصل والأشعة السينية لإثبات مساهمة الأربطة الجانبية في التشوه.

### اختبارات أخرى
بصرف النظر عن الفحص السريري ومراقبة المشية والصور الشعاعية القياسية، لا تُطلَب عمومًا اختبارات أخرى ولا تكون هناك حاجة إلى اللجوء إلى التصوير المقطعي أو التصوير بالرنين المغناطيسي إلا في حالات مختارة.

### النتائج النسيجية
اعتمادًا على المسببات الكامنة وراء الركبة الفحجاء، يمكن أن توجد التشوهات النسيجية المشاشية وقد تكون كثافة العظام أقل. ومع ذلك، نادرًا ما تكون خزعة العظام ضرورية أو مفيدة، إذ قد يكون لهذه الإجراءات الغازية تأثير سلبي على النمو ونتائج العلاج.

## العلاج

قطع العظم. الخط الأسود هو المحور الميكانيكي، ويمكن إجراء هذه العملية لتصحيح الركبة الفحجاء.

بشكلٍ عام، لا حاجة إلى العلاج في الأعراض مجهولة السبب في الأطفال الصغار بسبب الاختلافات التشريحية. يُوصى العلاج عندما تستمر الحالة إلى ما بعد 3 سنوات ونصف. في حالة حدوث الانحناء على جانب واحد أو تدهوره أو عندما يكون سببه الكساح، فالشيء الأكثر أهمية هو علاج المرض الأساسي المُسبِّب وتوجيه الرعاية لعدم وضع الطفل أبدًا على قدميه. في كثير من الحالات يكفي هذا تماماً للعلاج، ولكن يمكن أن يتسارع العلاج إلى حد ما من خلال تطبيق الجبائر. عندما يحدث التشوه في المرضى الأكبر سنًا إما من إصابة أو مهنيًا، يكون العلاج الدائم الوحيد هو الجراحة.

### العلاج الطبي
في تقوس الساق الفسيولوجي، يجب طمأنينة الوالدين ولكن لا يوجد علاج ضروري قبل عمر سنتين، ولا بد من مواصلة المتابعة.
بينما التقوس المرضي، فبعضه يعتمد على الحاصرات، إلا أن تراخي الأربطة الجانبية للأطفال قد يتعارض مع هذه الاستراتيجية العلاجية لأن القوة التي تطبقها الأقواس يمكن أن تضر الأربطة.
في الحالات الأيضية مثل الكساح، يكون العلاج الطبي أمر بالغ الأهمية للنجاح. وقد تكون هناك تدابير أخرى مناسبة ينبغي اتخاذها مثل العلاج الغذائي للذرب الهضمي، وإعطاء البايفوسفونيت في حالات مختارة من هشاشة العظام، والعلاج الجيني لاضطرابات تخزين الكولاجين.

### خيارات التدخل الجراحي
هناك مجموعة متنوعة من الخيارات للتدخل، بدءًا من محاولة قطع العظم. كان استخدام الحاصرات شائعًا حتى منتصف القرن العشرين، ولكن تبدد الحماس لهذا النهج الآن إلى حد كبير نتيجة لمشاكل التصميم وعدم امتثال المريض وعدم ثبوت الكفاءة.
يمكن كذلك قطع عظم الفخذ والساق أوالشظية أو كليهما، وهذا يتوقف على مستويات التشوه العظمي. قد يكون لقطع العظم مضاعفات (على سبيل المثال، فشل التثبيت والعدوى وصلابة المفصل ومتلازمة المقصورة والإصابة الوعائية العصبية والتشوه المتكرر) وبعض تشوهات التقوس المرضية ثنائية ومتعددة المستويات، مما يزيد من خطر المشاكل.
كان فيميستر أول من يعمل مباشرة لغرض تصحيح تناقض الطول أو الزوايا المتغيرة. وتضمن تقنيته إزالة وتدوير مستطيل العظم وذلك لإنشاء جسر عظمي دائم.
وإلى جانب طبيعته الغازية نسبيًا، فإن العيب الرئيسي لهذا الإجراء هو أنه دائم. في حين أن التقنيات الأخرى تستخدم التنظير للسماح باختراق الجلد وتقليل التأثير والندوب، يتطلب دوام هذه الطريقة تخطيط دقيق وتحديد دقيق للعظام ومتابعة وثيقة لتجنب الإفراط في التصحيح.
النمو الموجه هو أسلوب التدخلات الغازية والحد الأدنى لتصحيح الركبة الفحجاء في الأطفال. والميزة الرئيسية لهذا التدخل هي طبيعته المؤقتة التي يمكن عكسها. بدأت الأساليب التاريخية للضبط الميكانيكي مع بلاونت في عام 1949 وصدر من قبل الآخرين في النصف الأخير من القرن العشرين.
قل شيوع هذا النهج وأدى إلى تطوير أساليب بديلة، بما في ذلك المسمار عن طريق الجلد. وأيضًا تمت دراسة بدائل لها فعالية مماثلة ولكن أكثر تكلفة.

### المضاعفات
لهذا الإجراء العملي الدقيق والبسيط نسبيًا مضاعفات نادرة. مثل مشاكل التئام الجروح (على سبيل المثال، ورم دموي والعدوى والتفرز). ويمكن استئصال ندبة الجدرة إذا تشكلت.
مع التحول من المواد الغذائية إلى الألواح الثمانية، وقد تتباعد البراغي مع النمو؛ ومع ذلك، فإن هذا الاختلاف لا يتطلب تبديل المسمار.
ولأن العظم لا ينقسم، فلا حاجة إلى الانتظار حتى يشفى قبل السماح للطفل بالعودة إلى الأنشطة العادية.
هناك عدد من المشاكل المحتملة والنظرية مع استخدام الثماني لوحات. ومن المشاكل البيولوجية ما يلي:
- العدوى - إذا تطورت عدوى عميقة في الجرح، ويجب إزالة الألواح

ومن المشاكل الميكانيكية ما يلي:
- حركة المسمار - وهذا أمر نادر الحدوث ولكن قد يحدث في بعض الأحيان؛ والحل هو إعادة توجيه المسمار عن طريق الجلد تحت توجيه فلوروسكوبيك

### علاج مرض بلونت
علاج الأطفال الذين يعانون من مرض بلونت هو الحاصرات ولكن الجراحة قد تكون ضرورية أيضًا وخاصة بالنسبة للمراهقين. وتتكون العملية من إزالة قطعة من الساق وكسر الشظية واستعادة استقامة العظام. هناك أيضاً خيار لاستطالة الساقين. وإذا لم يُعالَج مبكرًا، تزداد الحالة سوءاً.

## مدى تقدُّم الحالة
في معظم الحالات التي تستمر بعد الطفولة، هناك تأثير ضئيل أو معدوم للقدرة على المشي. بسبب الضغط غير المتكافئ على الركبتين، وحتى الأعراض الأقل يمكن أن تؤدي إلى بداية مبكرة لالتهاب المفاصل. فأولئك الذين يعانون من الركبة الفحجاء والاستعداد الوراثي لتطوير التهاب المفاصل، من المُرجَّح أن تبدأ أعراض التهاب المفاصل لديهم حول سن 30.

## روابط خارجية
- "Bowed Legs". American Academy of Orthopaedic Surgeons. مؤرشف من الأصل في 2017-10-29. Reviewed by members of POSNA (Pediatric Orthopaedic Society of North America)